# Elephantulus intufi
Macroscélide des régions sèches
Espèce
Statut de conservation UICN

 LC  : Préoccupation mineure
Elephantulus intufi, le Macroscélide des régions sèches, est une espèce de rats à trompe. Les rats à trompe sont de petits mammifères insectivores africains gris-brun à museau pointu.